# Conjunto de caracteres de byte único (SBCS)
O termo SBCS ou conjunto de caracteres de byte único é usado para se referir a codificações de caracteres que usam exatamente um byte para cada caractere gráfico.
Um SBCS pode acomodar um máximo de 256 símbolos e é útil para scripts que não têm muitos símbolos ou letras acentuadas, como os scripts latinos, gregos e cirílicos usados principalmente para idiomas europeus.
Exemplos de codificações com o SBCS incluem o ISO/IEC 646, as várias codificações ISO/IEC 8859 e as várias páginas de código Microsoft/IBM.

O termo SBCS é comumente contrastado com os termos DBCS (conjunto de caracteres de byte duplo) e TBCS (conjunto de caracteres de byte triplo), bem como MBCS (conjunto de caracteres multibyte). Os conjuntos de caracteres multibyte são usados para acomodar idiomas com scripts que têm um grande número de caracteres e símbolos (idiomas predominantemente asiáticos, como o chinês, o japonês e o coreano). Às vezes, eles são chamados pela sigla CJK. Nestes sistemas de computação, os SBCSs são tradicionalmente associados à caracteres de meia largura, assim chamados porque os caracteres do SBCS tradicionalmente ocupariam metade da largura de um caractere do DBCS em um terminal de computador de largura fixa ou tela de texto.